# Sondre Nordstad Moen
Sondre Nordstad Moen (ur. 12 stycznia 1991) – norweski lekkoatleta specjalizujący się w biegach długich.
W 2008 był czternasty w biegu na 5000 metrów podczas mistrzostw świata juniorów, a rok później na tym samym dystansie zajął piątą lokatę na juniorskich mistrzostwach Europy. Na mistrzostwach Europy w 2010 odpadł w eliminacjach biegu na 5000 metrów oraz był czternasty na dwukrotnie dłuższym dystansie. Młodzieżowy mistrz Europy na 10 000 metrów z 2011 roku.
Ma w dorobku pięć medali mistrzostw Europy w biegach przełajowych – jako junior wywalczył dwa srebra (indywidualnie i drużynowo w 2008) oraz jeden brąz (drużynowo w 2009), a jako młodzieżowiec jedno złoto (drużynowo w 2011) i jeden brąz (indywidualnie w 2011). Bez większych sukcesów brał udział w światowym czempionacie w przełajach.
Reprezentant Norwegii w drużynowych mistrzostwach Europy oraz pucharze Europy w biegu na 10 000 metrów.
Złoty medalista mistrzostw kraju.
3 grudnia 2017 zwyciężając w maratonie w Fukuoce czasem 2:05:48 ustanowił nowy rekord Europy na dystansie maratońskim, stając się pierwszym Europejczykiem w historii, który pokonał ten dystans w czasie krótszym niż 2 godziny i 6 minut.

## Osiągnięcia
| Rok  | Impreza                                   | Miejsce        | Konkurencja           | Lokata      | Wynik    |
| ---- | ----------------------------------------- | -------------- | --------------------- | ----------- | -------- |
| 2007 | Mistrzostwa Europy w biegach na przełaj   | Toro           | bieg juniorów         | 6. miejsce  | 20:23    |
| 2008 | Mistrzostwa świata w biegach na przełaj   | Edynburg       | bieg juniorów         | 28. miejsce | 24:21    |
| 2008 | Mistrzostwa świata juniorów               | Bydgoszcz      | bieg na 5000 m        | 14. miejsce | 14:02,95 |
| 2008 | Mistrzostwa Europy w biegach na przełaj   | Bruksela       | bieg juniorów         | 2. miejsce  | 18:47    |
| 2008 | Mistrzostwa Europy w biegach na przełaj   | Bruksela       | drużyna juniorów      | 2. miejsce  |          |
| 2009 | Mistrzostwa świata w biegach na przełaj   | Amman          | bieg juniorów         | 74. miejsce | 26:39    |
| 2009 | Mistrzostwa Europy juniorów               | Nowy Sad       | bieg na 5000 m        | 5. miejsce  | 14:26,23 |
| 2009 | Mistrzostwa Europy w biegach na przełaj   | Dublin         | bieg juniorów         | 4. miejsce  | 18:49    |
| 2009 | Mistrzostwa Europy w biegach na przełaj   | Dublin         | drużyna juniorów      | 3. miejsce  |          |
| 2010 | Mistrzostwa świata w biegach na przełaj   | Bydgoszcz      | bieg juniorów         | 31. miejsce | 23:41    |
| 2010 | Puchar Europy w biegu na 10 000 metrów    | Marsylia       | bieg na 10 000 m      | –           | DNF      |
| 2010 | Superliga drużynowych mistrzostw Europy   | Bergen         | bieg na 5000 m        | 7. miejsce  | 14:00,03 |
| 2010 | Mistrzostwa Europy                        | Barcelona      | bieg na 5000 m        | eliminacje  | 13:53,69 |
| 2010 | Mistrzostwa Europy                        | Barcelona      | bieg na 10 000 m      | 14. miejsce | 29:19,63 |
| 2010 | Mistrzostwa Europy w biegach na przełaj   | Albufeira      | bieg juniorów         | 5. miejsce  | 18:16    |
| 2011 | Mistrzostwa świata w biegach na przełaj   | Punta Umbría   | bieg seniorów         | 37. miejsce | 35:58    |
| 2011 | Puchar Europy w biegu na 10 000 metrów    | Oslo           | bieg na 10 000 m      | 5. miejsce  | 28:43,90 |
| 2011 | Młodzieżowe mistrzostwa Europy            | Ostrawa        | bieg na 10 000 m      | 1. miejsce  | 28:41,66 |
| 2011 | Mistrzostwa Europy w biegach na przełaj   | Velenje        | bieg młodzieżowców    | 3. miejsce  | 23:48    |
| 2011 | Mistrzostwa Europy w biegach na przełaj   | Velenje        | drużyna młodzieżowców | 1. miejsce  |          |
| 2014 | Mistrzostwa Europy                        | Zurych         | bieg na 10 000 m      | 9. miejsce  | 28:50,53 |
| 2014 | Mistrzostwa Europy w biegach przełajowych | Samokow        | bieg seniorów         | 13. miejsce | 33:25    |
| 2016 | Igrzyska olimpijskie                      | Rio de Janeiro | maraton               | 19. miejsce | 2:14:17  |
| 2016 | Mistrzostwa Europy w biegach przełajowych | Chia           | bieg seniorów         | 13. miejsce | 28:46    |
| 2017 | Mistrzostwa świata                        | Londyn         | bieg na 5000 m        | eliminacje  | 13:31,71 |
| 2018 | Mistrzostwa Europy                        | Berlin         | maraton               | –           | DNF      |
| 2019 | Puchar Europy w biegu na 10 000 metrów    | Londyn         | bieg na 10 000 metrów | 5. miejsce  | 28:06,27 |
| 2019 | Mistrzostwa świata                        | Doha           | bieg na 10 000 metrów | 12. miejsce | 28:02,18 |
| 2021 | Igrzyska olimpijskie                      | Tokio          | maraton               | 39. miejsce | 2:17:59  |
| 2023 | Mistrzostwa świata                        | Budapeszt      | maraton               | 22. miejsce | 2:13:12  |
| 2024 | Mistrzostwa Europy                        | Rzym           | półmaraton            | 12. miejsce | 1:02:03  |
| 2024 | Igrzyska olimpijskie                      | Paryż          | maraton               | 32. miejsce | 2:11:39  |

## Rekordy życiowe
- bieg na 5000 metrów – 13:20,16 (22 lipca 2017, Heusden-Zolder)
- bieg na 10 000 metrów – 27:24,78 (31 sierpnia 2019, Kristiansad) rekord Norwegii
- bieg na 10 kilometrów – 27:55 (9 września 2017, Praga)
- półmaraton – 59:48 (22 października 2017, Walencja) rekord Norwegii
- bieg na 25 000 metrów – 1:12:46,51 (11 czerwca 2020, Oslo) rekord Norwegii
- maraton – 2:05:48 (3 grudnia 2017, Fukuoka; przez niespełna rok rekord Europy)

W ciągu swojej kariery Moen poprawiał rekordy swojego kraju w kategoriach juniorów i juniorów młodszych.